# King's Thorn
King's Thorn är en by i Herefordshire i England. Byn är belägen 9,1 km 
från Hereford. Orten har 839 invånare (2016).